# Simplicia simulata
Simplicia simulata là một loài bướm đêm trong họ Noctuidae.